# Mission Asteroid
Mission Asteroid — компьютерная графическая приключенческая игра, выпущенная в 1980 году. Разработана и издана компанией On-Line Systems для компьютеров Apple II и Atari 8-bit в Северной Америке. Впоследствии портирована на FM-7, PC-88 и PC-98, и выпущена в Японии. В 1984 году издана для компьютеров Commodore 64 в Европе.
Для компьютеров Atari была выпущена c префиксом «Hi-Res Adventures #0» (с англ. — «Графическое приключение № 0»), несмотря на то, что графикой мог похвастаться вышедший в том же году, но чуть ранее квест Mystery House.

## Игровой процесс
В Mission Asteroid игроку даётся задание, которое состоит в том, чтобы долететь до астероида на ракете и взорвать его до того, как он врежется в Землю. Управляемого игроком персонажа помещают в кабину управления ракетой, и там тот должен разобраться как долететь до места назначения. После прилёта нужно аккуратно обращаться с взрывчаткой, так как неправильная установка может закончится трагически.
Управление и действия совершаются с помощью текстовых команд, например в результате ввода слов «открыть дверь» (англ. open door) или «подняться по лестнице» (англ. climb ladder). Для ориентации используются направления света «север»/«восток»/…, а также стороны «влево»/«вверх»/… Для перемещения могут быть использована команда «идти» (англ. go) с указанием объекта (дерево, пещера и т. п.). Сложность игры заключается также в том, чтобы объяснить компьютеру те действия, которые должны привести к желаемому результату.
Разработчиками предполагается, что игра может длиться неделями, и предусмотрено сохранение на диск.

## Восприятие
В рецензии журнала Computer Gaming World рассматривалось три приключенческих игры от On-Line Systems, включая Mission Asteroid. В обзоре было сказано, что единственным недостатком данных игр является малое количество слов в обработке, так как множество действий требуют более чем двух слов. Графика оценена как отличная, положительно отозвались и о наличии функции сохранения. Среди этих трёх игр самой простой критик назвал Mission Asteroid.